# Quick-Time-Event

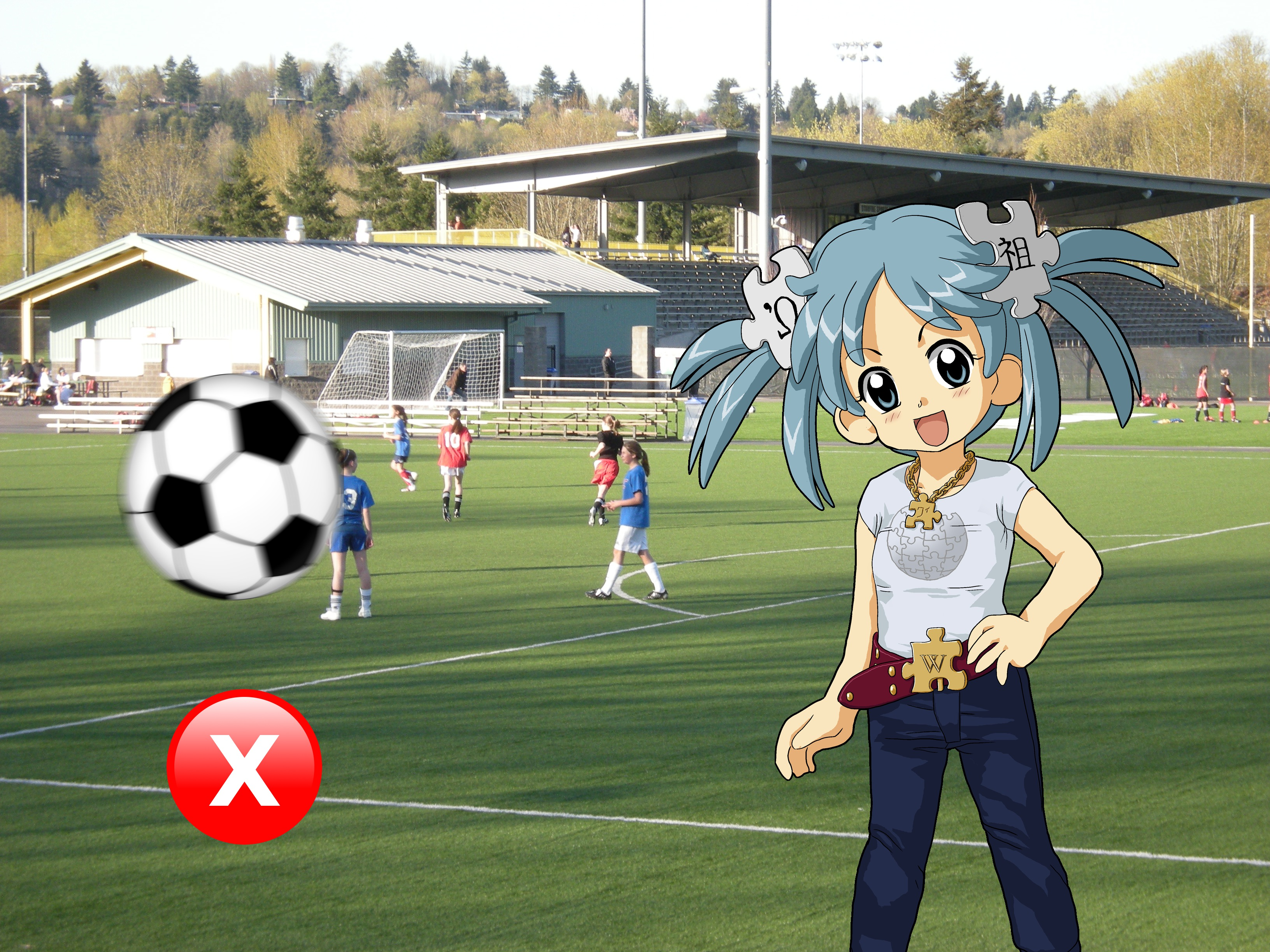
Demonstration eines Quick-Time-Events. Drückt der Spieler den X-Knopf zur richtigen Zeit, so kann der dargestellte Charakter rechtzeitig auf den kommenden Ball reagieren.

Als Quick-Time-Event (QTE) werden Zwischensequenzen in Video- und Computerspielen bezeichnet, in denen der Spieler mit seiner Figur schnell eine Reihe oder Kombination von Tasten drücken muss (teilweise auch mehrfach), um zu gewinnen oder zu überleben. Der Begriff kommt aus der englischen Sprache und bedeutet „schnelles Zeitereignis“. Diese auch als Events bezeichneten Situationen finden vor allem in Jump ’n’ Runs und in Action-Adventures Verwendung.

## Beispiele
Große Verwendung fanden Quick Time Events beispielsweise in Resident Evil 4, wodurch dieser Teil mit dem Rest der Survival-Horror-Reihe brach. So musste sich der Hauptcharakter, Leon S. Kennedy, des Öfteren vor heranrollenden Felsblöcken, angreifenden Monstern und ausgelösten Fallen retten, um zu überleben. Auch die Videospielreihe Tomb Raider verwendet seit dem Sequel Tomb Raider: Legend sehr viele QTEs in den Zwischensequenzen.
Andere Videospiele, in denen QTEs häufig in Erscheinung treten, sind unter anderem: Heavy Rain, Fahrenheit, Shenmue, The Walking Dead, God of War (2005), Prince of Persia, Dante’s Inferno, Soul Calibur, Turok, Teile der Assassin’s-Creed-Reihe, Mercenaries 2: World in Flames, Star Wars: The Force Unleashed, The Witcher 2: Assassins of Kings, Ein Quantum Trost, Life Is Strange und Until Dawn.

## Quick Time Action
In Desperados: Wanted Dead or Alive gibt es dagegen ein Spielelement namens Quick Time Action. Der Spieler kann dabei eine bestimmte Aktion voraus programmieren, die von den Spielfiguren erst auf einen späteren Tastendruck hin ausgeführt wird.

## Nachteile von Quick Time Events
Quick Time Events stoßen nicht immer auf Gegenliebe. Dem Spieler wird fest vorgegeben, was er in welcher Reihenfolge zu tun hat, seine spielerische Freiheit wird so stark eingeschränkt. Des Weiteren kann es passieren, dass der Spieler durch die Fokussierung auf den nächsten zu drückenden Button von der dargestellten Zwischensequenz abgelenkt wird und diese gar nicht vollständig wahrnehmen kann. Andererseits ermöglichen Quick Time Events Aktionen, die mit herkömmlichen Steuerungsmethoden kaum zu beherrschen wären.